# 岔滩站
岔滩站是位于重庆市綦江县赶水镇岔滩村的一个铁路车站，邮政编码401437。车站建于1959年，有川黔铁路经过该站，现仅办理货运业务，不办理客运业务，车站及其上下行区间均已电气化。车站距离重庆站159公里，隶属成都铁路局，是四等站。
岔滩站站内坡度2.5‰，原设有3条股道，川黔铁路电气化后增加至4条。2010年车站停办客运业务。车站目前货运办理散堆装货物发到，主要到发品为煤炭及矿石。站内设有面积2800平方米的货场，接轨通往綦江煤实业有限公司的专用线。